# Anomotarus coerulescens
Anomotarus coerulescens is een keversoort uit de familie loopkevers (Carabidae). De wetenschappelijke naam van de soort is voor het eerst geldig gepubliceerd in 1894 door Blackburn.